# Crescent (Oklahoma)
Crescent – miasto w Stanach Zjednoczonych, w stanie Oklahoma, w hrabstwie Logan.